# Антерозоид
Антерозоид (от антеридий и сперматозоид) — оплодотворяющий элемент у растений, развивающийся в особых вместилищах — антеридиях. Антерозоиды, наряду с оплодотворяющими элементами у животных, носят также название сперматозоидов. 
Внешняя форма антерозоидов бывает различна. Общим признаком антерозоидов являются незначительность размеров как по сравнению с оплодотворяемыми элементами — яйцеклетками, так и с вегетативными клетками (исключение — сперматозоиды саговников: у некоторых видов которых они видны невооружённым глазом, достигая в диаметре 0,3 мм). Ядро у сперматозоидов растений обычно крупное, с небольшим количеством цитоплазмы.
У растений встречается два типа сперматозоидов — как с жгутиками, так и без них. Последние называются «спермиями» и характерны для большинства семенных растений; оплодотворение у них происходит не в жидкой среде и сперматозоиды активно не двигаются. 
У ряда водорослей, мохообразных, папоротниковидных, плауновидных, хвощевидных, гинкговидных и саговниковидных у сперматозоидов имеется два или более жгутика. Жгутики находятся на переднем по направлению движения конце сперматозоида.